# Conte di Gainsborough
Conte di Gainsborough è un titolo nobiliare inglese nella Parìa del Regno Unito.

## Storia

### La creazione del 1682
Baptist Hicks era un ricco mercante tessile di Londra e fu parlamentare rappresentando le costituenti di Tavistock e Tewkesbury nella camera dei comuni inglese. Nel 1627 venne creato baronetto, di Campden nella contea di Gloucester, con possibilità di trasmissione agli eredi maschi. L'anno successivo Hicks venne elevato alla parìa come Barone Hicks, di Ilmington nella contea di Warwick, e Visconte Campden, di Campden nella contea di Gloucester, con trasmissibilità al genero Edward Noel, marito di sua figlia Juliana. Alla morte di lord Campden, la baronettia si estinse mentre nella baronia e nella vicecontea gli succedette il genero, il II visconte, il quale aveva già rappresentato Rutland al parlamento e, nel 1617, dodici anni prima di succedere ai titoli del suocero, era stato elevato alla parìa col titolo di Barone Noel di Ridlington dopo aver già ricevuto il titolo di baronetto, di Brook, nella contea di Rutland nel 1611. Suo figlio, il III visconte, fu parlamentare per Rutland nel 1640 ed alla sua morte i titoli passarono a suo figlio, il IV visconte, il quale fu rappresentante al parlamento per Rutland e per l'Hampshire e prestò servizio anche come Lord Luogotenente dell'Hampshire e di Rutland. Nel 1681, l'anno prima di succedere al padre, venne creato Barone Noel di Titchfield. L'anno successivo, ad un mese dalla morte del padre, venne onorato del titolo di Conte di Gainsborough. Entrambi i titoli vennero creati con possibilità di trasmissione anche ai suoi fratelli. Il figlio di lord Gainsborough, il II conte, sedette brevemente come rappresentante per l'Hampshire ed alla sua morte si estinse la linea derivante dal I conte, gli succedette pertanto suo cugino, il III conte. Questi era figlio di Baptist Noel, figlio del III visconte Campden avuto dal suo quarto matrimonio e pertanto fratellastro del I conte di Gainsborough. Tutti i titoli si estinsero con la morte di suo nipote, il VI conte, nel 1798.

### La creazione del 1841

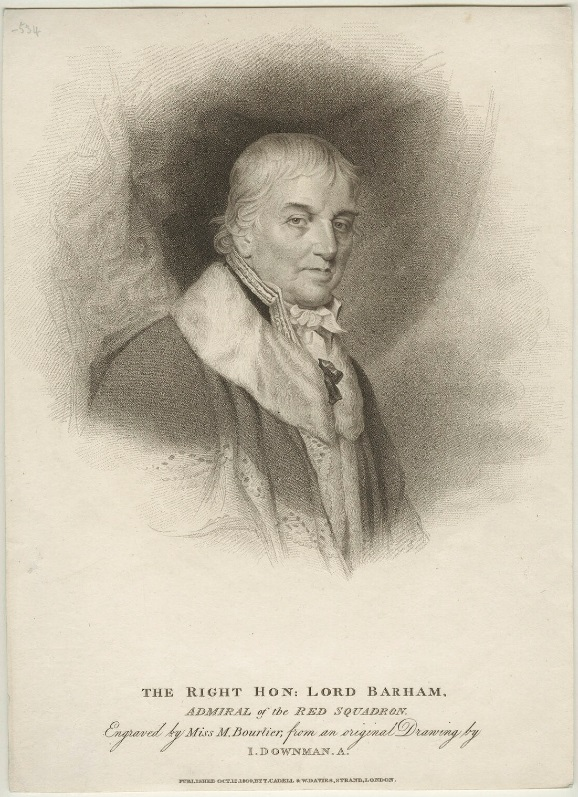
William Middleton,
I barone Barham

Charles Middleton fu un ammiraglio della Royal Navy e prestò servizio anche come Primo Lord dell'Ammiragliato. Nel 1781 venne creato baronetto, della Marina, con possibilità di trasmissione del titolo al genero Gerard Edwardes (che assunse il cognome Noel per licenza reale nel 1798) e nel 1805 venne elevato alla Parìa del Regno Unito come Barone Barham, di Barham Court e di Teston nella contea di Kent, con possibilità di trasmissione a sua figlia Diana, moglie di Gerard Edwardes. A Lord Barham succedette dapprima nella baronettia suo genero, il II baronetto, figlio di Gerard Anne Edwardes (m. 1813) e di sua moglie lady Jane Noel, figlia di Baptist Noel, IV conte di Gainsborough e sorella di Henry Noel, VI e ultimo conte di Gainsborough (vedi sopra). Gerard Anne Edwardes era figlio illegittimo di Lord Anne Hamilton, figlio minore di James Hamilton, IV duca di Hamilton. Sir Gerard Noel sedette alla camera dei comuni per quasi cinquant'anni, rappresentando Maidstone e Rutland.
A Lord Barham succedette poi nella baronia sua figlia Diana, II baronessa. Sia a lei sia al marito succedette dal loro figlio, il III barone e III baronetto, il quale fu parlamentare per Rutland. Nel 1841 venne creato Barone Noel, di Ridlington nella contea di Rutland, Visconte Campden, di Campden nella contea di Gloucester, e Conte di Gainsborough, nella contea di Lincoln. Suo figlio, il II conte, rappresentò per breve tempo la costituente di Rutland al parlamento e fu Lord Luogotenente di Rutland. L'attuale detentore del titolo è un suo discendente, il VI conte.
La sede della famiglia è Exton Hall, presso Exton, nel Rutland.

## Visconti Campden (1628)
- Baptist Hicks, I visconte Campden (1551–1629)
- Edward Noel, II visconte Campden (died 1643)
- Baptist Noel, III visconte Campden (1612–1682)
- Edward Noel, IV visconte Campden (1641–1689) (creato Conte di Gainsborough nel 1682)

## Conti di Gainsborough, I creazione (1682)
- Edward Noel, I conte di Gainsborough (1641–1689)
- Wriothesley Baptist Noel, II conte di Gainsborough (m. 1690)
- Baptist Noel, III conte di Gainsborough (1684–1714)
- Baptist Noel, IV conte di Gainsborough (1708–1751)
- Baptist Noel, V conte di Gainsborough (1740–1759)
- Henry Noel, VI conte di Gainsborough (1743–1798)

## Baronetti Middleton e Noel, della Marina (1781)
- Charles Middleton, I barone Barham, I baronetto (1726–1813)
- Sir Gerard Noel Noel, II baronetto (1759–1838)
- Charles Noel, III barone Barham, III baronetto (1781–1866) (era già succeduto al titolo di Barone Barham nel 1823)

## Baroni Barham (1805)
- Charles Middleton, I barone Barham (1726–1813)
- Diana Noel, II baronessa Barham (1762–1823)
- Charles Noel, III barone Barham (1781–1866) (creato Conte di Gainsborough nel 1841)

## Conti di Gainsborough, II creazione (1841)
- Charles Noel, I conte di Gainsborough (1781–1866)
- Charles George Noel, II conte di Gainsborough (1818–1881)
- Charles William Francis Noel, III conte di Gainsborough (1850–1926)
- Arthur Edward Joseph Noel, IV conte di Gainsborough (1884–1927)
- Anthony Gerard Edward Noel, V conte di Gainsborough (1923–2009)
- Anthony Baptist Noel, VI conte di Gainsborough (n. 1950). Sua moglie Sarah Winnington fu dama di compagnia della principessa Diana del Galles[2]

L'erede apparente è il figlio dell'attuale detentore del titolo, Henry Robert Anthony Noel, visconte Campden (n. 1977).